# Evan Williams (Squashspieler)
Evan Williams (* 20. September 1989 in Rotorua) ist ein ehemaliger neuseeländischer Squashspieler.

## Karriere
Evan Williams begann seine Karriere im Jahr 2007 und gewann zehn Titel auf der PSA World Tour. Seine höchste Platzierung in der Weltrangliste erreichte er mit Rang 79 im Juni 2013. Mit der neuseeländischen Nationalmannschaft nahm er 2011, 2013, 2017 und 2019 an der Weltmeisterschaft teil. 2016 stand er als Lucky Loser erstmals im Hauptfeld der Weltmeisterschaft, bei der er in der ersten Runde ausschied. Williams wurde 2020 neuseeländischer Landesmeister.

## Erfolge
- Gewonnene PSA-Titel: 10
- Neuseeländischer Meister: 2020